# Epargyreus clarus
Epargyreus clarus – gatunek motyla z rodziny powszelatkowatych (Hesperiidae). Wyróżnia się cztery podgatunki:
- Epargyreus clarus californicus (Smith, 1891)
- Epargyreus clarus clarus (Cramer, [1775])
- Epargyreus clarus huachuca (Dixon, 1955)
- Epargyreus clarus profugus (Austin in T. Emmel, 1998)

Rozpiętość skrzydeł tego motyla wynosi do 63 mm. Ubarwienie skrzydeł brązowe. Na dolnej stronie tylnych skrzydeł występuje duża srebrna plama. Na dolnej stronie przednich skrzydeł jest złota plama. Motyl lata od kwietnia do grudnia.
Gąsienica barwy żółto-zielonej w poprzeczne ciemne paski. Głowa brązowoczerwona z dwoma pomarańczowymi plamami.
Występuje na terenie Ameryki Północnej, od południowej części Kanady, przez większość obszaru USA po północny Meksyk. Nie występuje w Wielkiej Kotlinie i zachodnim Teksasie. Rozpowszechniony we wschodniej części kontynentu, rzadziej spotykany w zachodniej. Spotykany na obrzeżach lasów, w ogrodach i na polach.